# Mitică Pricop
Mitică Pricop, född den 25 oktober 1977 i Constanța, Rumänien, är en rumänsk kanotist.
Han tog OS-guld på C-2 1000 meter och OS-brons på C-2 500 meter i samband med de olympiska kanottävlingarna 2000 i Sydney.